# Zoológico de Sacramento
El Zoológico de Sacramento (en inglés: Sacramento Zoo) es un zoológico ubicado en William Land Park en la ciudad de Sacramento, en California al oeste de los Estados Unidos. Abrió sus puertas el 2 de junio de 1927 con 40 animales. En ese momento ocupaba 4,2 acres (1,7 hectáreas), que se mantuvieron así hasta la década de 1960, cuando el zoológico fue expandido a sus actuales 14,3 acres (5,8 ha). A diciembre de 2004 el zoológico tenía 609 animales en el lugar, y registró más de $ 4.4 millones en el total de pasivos y activos netos.
El zoológico abrió sus puertas como el "Zoológico de William Land Park" el 2 de junio de 1927 con 40 animales reunidos de varios parques locales, incluyendo monos, mapaches, aves y venados. Los visitantes pueden visitar el zoológico de Sacramento todos los días de 9:00 a. m. a 4:00 p. m.